# هاوکر پی.۱۰۸۱
هاوکر پی. ۱۰۸۱ (به انگلیسی: Hawker P.1081) یک هواپیمای ساختِ کارخانهٔ هاوکر ایرکرفت در کشور بریتانیا است. این هواپیما برای نخستین بار در ۱۹ ژوئن ۱۹۵۰ میلادی مورد استفاده قرار گرفت.